# Теплоухов, Сергей Геннадьевич
Сергей Геннадьевич Теплоухов (род. 14 июля 1960, Свердловск, СССР) — советский и российский тренер по хоккею с мячом, заслуженный тренер России, главный тренер и создатель хоккейной команды «Звезда Урала» (Екатеринбург).

## Биография
Родился в Свердловске. С детства увлекался хоккеем с мячом. Первым его наставником был Иван Иванович Балдин.
В 1982 году получил Высшее техническое образование, окончил механический факультет Уральского лесотехнического института. Во время учёбы играл за хоккейную команду вуза. После окончания института работал на ПО «Уралхиммаш», где прошел путь от сменного мастера до заместителя начальника цеха.
В 2012 году получил диплом о профессиональной переподготовке в Уральском Государственном Педагогическом Университете (УГППУ) по программе «Современные технологии в учебном тренировочном процессе».

## Карьера тренера
- Тренер по хоккею с мячом ПО «Уралхиммаш» 1987—1993 год.
- Тренер-преподаватель СШОР — 18 со дня её основания (август 1993 г.) — н.в.
- Тренер команды «СКА — Свердловск» (Екатеринбург) в сезоне 2001—2002 года.
- Главный тренер женской сборной команды Свердловской области в ЦСП КИВС 2013—2016 год.
- Входил в тренерский штаб женской молодёжной сборной команды России (2011 г., 2013 г., 2015 г., 2021 г.)
- Подготовил 18 мастеров спорта по хоккею с мячом и на траве и 5 мастеров спорта международного класса.

## Достижения тренера
- Чемпион России среди женских команд 2014 г.[1]
- Чемпион России среди юниоров 2001 г.
- Вице-Чемпион России среди женских команд 2012 г.
- Финалист Кубка России среди женских команд 2014 г., 2020 г.
- Бронзовый призёр Чемпионата России среди женских команд 2010 г., 2011 г., 2015 г., 2016 г., 2021 г.
- Чемпион России среди девушек 16-17 лет 2018 г., 2019 г.
- Победитель Всероссийских соревнований «Плетеный мяч» среди девушек 2017 г., 2019 г.
- Серебряный призёр Всероссийских соревнований «Плетеный мяч» среди юношей 1990 г., 1997 г.
- Победитель XI турнира на призы Святейшего Патриарха Московского и всея Руси среди девочек 2021 г.

## Команда «Звезда Урала»
Благодаря Сергею Геннадьевичу появился женский хоккей с мячом в Екатеринбурге. 2006 −2007 год — набор девочек 12-13 лет. 2010 год — первый серьёзный успех команды — 3 место Чемпионата России среди женщин. Многократные призёры Чемпионатов и Кубков России среди женских команд. Вице-Чемпионы XXIX Всемирной зимней Универсиады 2019 года (4 человека). Победители и призёры Первенства России и Всероссийских соревнований «Плетеный мяч». Игроки команды «Звезда Урала» были представлены на всех молодёжных Первенствах мира, начиная с 2011 года. Семь игроков команды удостоены звания «Мастер спорта».